# Imballaggio

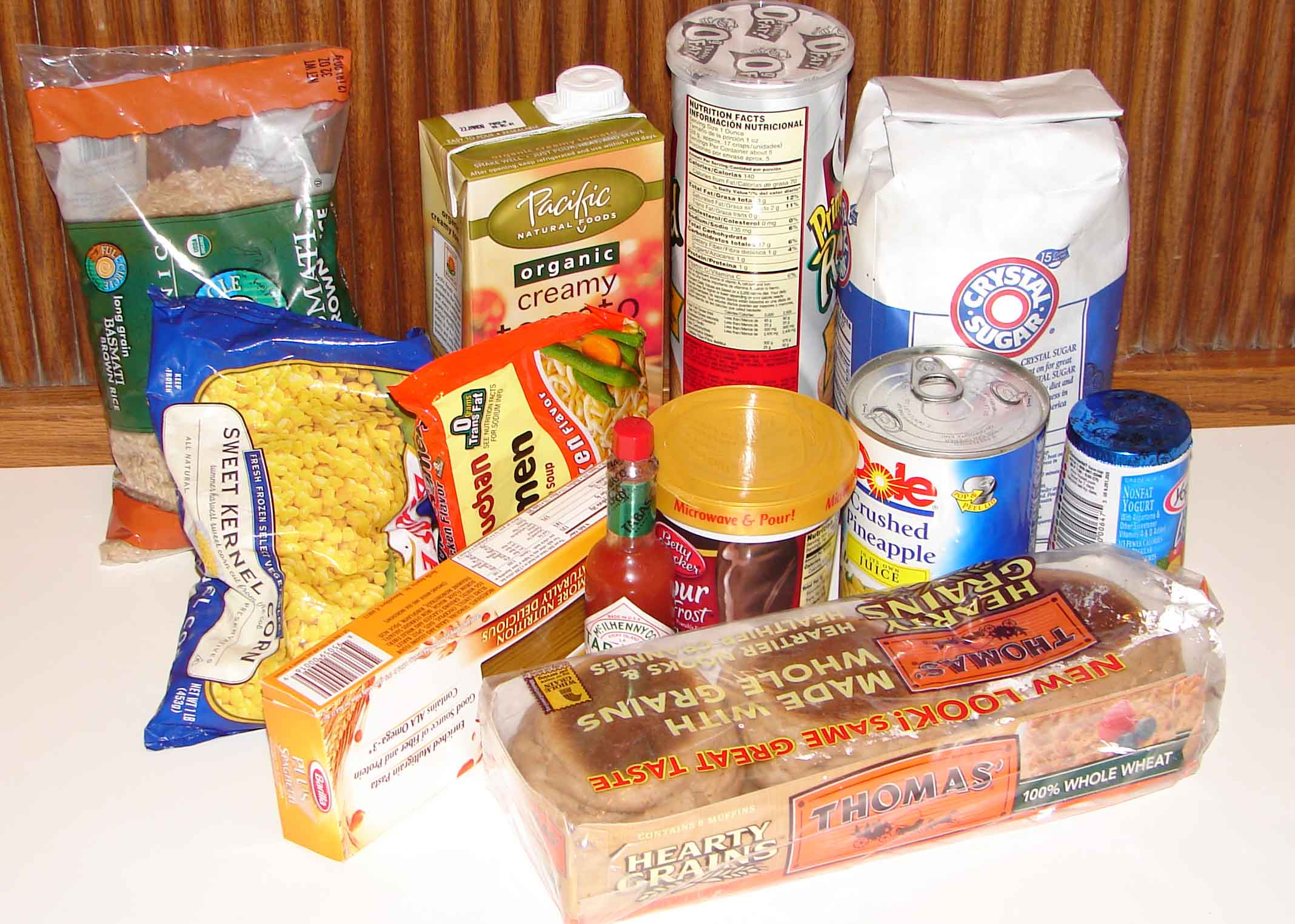
Esempi di confezionamento per cibi destinati al consumo domestico

Un imballaggio (o imballo), è uno strumento utile alla conservazione di un bene per facilitarne la conservazione e facilitarne in tal modo il trasporto. Per riferirsi ad esso, è molto comune l'uso del termine inglese packaging: quest'ultimo, tuttavia, nel significato originale, assume un'accezione più ampia, ricomprendendo non solo la necessaria conservazione materiale del bene (scopo dell'imballaggio), ma andando a toccare anche gli aspetti immateriali del processo produttivo, industriale ed estetico. Al contrario, il termine italiano "imballaggio" assume un significato più ristretto, relativo all'involucro materiale, o all'operazione (o al complesso di operazioni) attraverso cui la merce viene racchiusa in un contenitore.
Il ruolo dell'imballaggio riguarda una serie di aspetti di primaria importanza, soprattutto nel settore industriale: deve poter garantire la protezione della merce, evitare furti, essere economico e rispettare un equilibrio tra le sue prestazioni e il suo costo, sia dal punto di vista del materiale impiegato, sia del tempo impiegato per realizzare l'operazione di imballaggio. Dal punto di vista ecologico è importante che per gli imballaggi vengano usati materiali facilmente riciclabili e nella minor quantità possibile.
Per la normativa legale e regolamentare italiana è "il prodotto, composto di materiali di qualsiasi natura, adibito a contenere e a proteggere determinate merci, dalle materie prime ai prodotti finiti, a consentire la loro manipolazione e la loro consegna dal produttore al consumatore o all'utilizzatore, e ad assicurare la loro presentazione, nonché gli articoli a perdere usati allo stesso scopo" (art. 35, lett. a), ex decreto legislativo 22/97, ora art. 218 del decreto legislativo 3 aprile 2006, n. 152 recante Norme in materia ambientale).Secondo la classificazione riportata nel medesimo decreto, in Italia gli imballaggi sono distinti in tre tipi o categorie funzionali: imballo primario (per la vendita), imballo secondario (multiplo), imballo terziario (per il trasporto).

## Storia

### Era antica
I primi pacchi utilizzavano i materiali naturali disponibili all'epoca: ceste di canne, otri di vino (recipienti bota), scatole di legno, vasi di ceramica, anfore di ceramica, botti di legno, sacchi di tessuto, primi vasi in vetro e bronzo. Lo studio delle confezioni antiche è un aspetto essenziale dell'archeologia.
Il primo utilizzo della carta per l'imballaggio furono i fogli di corteccia di gelso trattata utilizzati dai cinesi per avvolgere gli alimenti già nel I o II secolo a.C.
L'uso di materiale simile alla carta in Europa fu nell'epoca in cui i romani usavano papiro di bassa qualità e riciclato per l'imballaggio dell'incenso.
Il primo uso registrato di carta per l'imballaggio risale al 1035, quando un viaggiatore persiano in visita ai mercati del Cairo, nell'Egitto arabo, notò che verdure, spezie e ferramenta venivano avvolte nella carta per i clienti dopo essere state vendute.

### Era moderna
L'uso della latta per l'imballaggio risale al XVIII secolo. La lavorazione della latta fu a lungo monopolio della Boemia; nel 1667 Andrew Yarranton, un ingegnere inglese, e Ambrose Crowley portarono il metodo in Inghilterra dove fu migliorato da maestri di ferro tra cui Philip Foley. Nel 1697, John Hanbury aveva un laminatoio a Pontypool per produrre "Pontypoole Plates". Il metodo pionieristico di laminazione di lastre di ferro per mezzo di cilindri ha permesso di produrre lastre nere più uniformi di quanto fosse possibile con la pratica precedente della martellatura.
Le scatole di banda stagnata iniziarono ad essere vendute dai porti del Canale di Bristol nel 1725. La banda stagnata veniva spedita da Newport, nel Monmouthshire. Nel 1805 furono prodotte 80.000 scatole e 50.000 esportate. I tabaccai di Londra iniziarono a confezionare tabacco da fiuto in contenitori metallici placcati dal 1760 in poi.

#### Inscatolamento
Con la scoperta dell'importanza dei contenitori ermetici per la conservazione degli alimenti da parte dell'inventore francese Nicholas Appert, il processo di inscatolamento con la latta fu brevettato dal commerciante britannico Peter Durand nel 1810. Vendette il suo brevetto nel 1812 ad altri due inglesi, Bryan Donkin e John Hall, che perfezionarono il processo e il prodotto e fondarono la prima fabbrica di conserve commerciali al mondo a Southwark Park Road, Londra. Nel 1813 producevano i primi prodotti in scatola per la Royal Navy.
Il progressivo perfezionamento dell'inscatolamento stimolò nel 1855 l'invenzione dell'apriscatole. Robert Yeates, un produttore di posate e strumenti chirurgici di Trafalgar Place West, Hackney Road, Middlesex, Regno Unito, ha ideato un apriscatole ad artiglio con uno strumento azionato a mano che si faceva strada intorno alla parte superiore delle lattine di metallo. Nel 1858, un altro dispositivo di apertura a leva di forma più complessa fu brevettato negli Stati Uniti da Ezra Warner di Waterbury, nel Connecticut.

#### Imballaggi cartacei
Le scatole di montaggio furono utilizzate per la prima volta nel XVI secolo e i moderni cartoni pieghevoli risalgono al 1839. La prima scatola di cartone ondulato fu prodotta commercialmente nel 1817 in Inghilterra. La carta ondulata ha ricevuto un brevetto britannico nel 1856 ed è stata utilizzata come fodera per cappelli alti. Robert Gair, nato in Scozia, ha inventato la scatola di cartone pretagliata nel 1890: pezzi piatti prodotti all'ingrosso che si ripiegavano in scatole. L'invenzione di Gair è nata in seguito a un incidente: come stampatore a Brooklyn e produttore di sacchetti di carta durante gli anni '70 dell'Ottocento, una volta stava stampando un ordine di sacchi di semi e il righello di metallo, comunemente usato per piegare i sacchetti, si spostò dalla solita posizione e li tagliò. Gair scoprì di conseguenza che tagliando e piegando in un'unica operazione poteva realizzare scatole di cartone prefabbricate.
I sacchetti di carta commerciali furono prodotti per la prima volta a Bristol, in Inghilterra, nel 1844, e l'americano Francis Wolle brevettò una macchina per la produzione automatizzata di sacchetti nel 1852.

### XX secolo
I progressi nel confezionamento all'inizio del XX secolo includevano chiusure in bachelite sulle bottiglie, involucri di cellophane trasparenti e pannelli sui cartoni. Queste innovazioni hanno aumentato l'efficienza della lavorazione e migliorato la sicurezza alimentare. Quando sono stati sviluppati materiali aggiuntivi come l'alluminio e diversi tipi di plastica, sono stati incorporati nei pacchetti per migliorare le prestazioni e la funzionalità.
Nel 1952, la Michigan State University è diventata la prima università al mondo a offrire una laurea in Ingegneria dell'imballaggio.
Il riciclo in fabbrica è stato a lungo tipico per la produzione di materiali da imballaggio. Il riciclo post-consumo dell'alluminio e dei prodotti a base di carta è stato economico per molti anni: dagli anni '80, il riciclo post-consumo è aumentato a causa del riciclaggio sul marciapiede, della consapevolezza dei consumatori e della pressione normativa.
Molte importanti innovazioni nel settore degli imballaggi sono state sviluppate inizialmente per uso militare. Alcune forniture militari sono confezionate nello stesso imballaggio commerciale utilizzato per l'industria generale. Altri imballaggi militari devono trasportare materiale, rifornimenti, alimenti, ecc. in severe condizioni di distribuzione e stoccaggio. I problemi di imballaggio incontrati durante la seconda guerra mondiale portarono all'applicazione delle normative Military Standard o "mil spec" all'imballaggio, che fu poi designato "imballaggio con specifiche militari". Come concetto di spicco nell'esercito, l'imballaggio mil spec è nato ufficialmente intorno al 1941. Nella maggior parte dei casi, le soluzioni di imballaggio con specifiche mil (come materiali barriera, razioni da campo, sacchetti antistatici e varie casse di spedizione) sono simili ai materiali di imballaggio di livello commerciale, ma soggette a requisiti di prestazioni e qualità più rigorosi.
Nel 2003, il settore degli imballaggi rappresentava circa il due per cento del prodotto nazionale lordo nei paesi sviluppati. Circa la metà di questo mercato era legato all'imballaggio alimentare. Nel 2019 la dimensione del mercato globale degli imballaggi alimentari è stata stimata a 303,26 miliardi di dollari, con un CAGR del 5,2% nel periodo di previsione. Si prevede che la crescente domanda di alimenti confezionati da parte dei consumatori, dovuta all'accelerazione del ritmo di vita e al cambiamento delle abitudini alimentari, avrà un forte impatto sul mercato.

### Galleria d'immagini

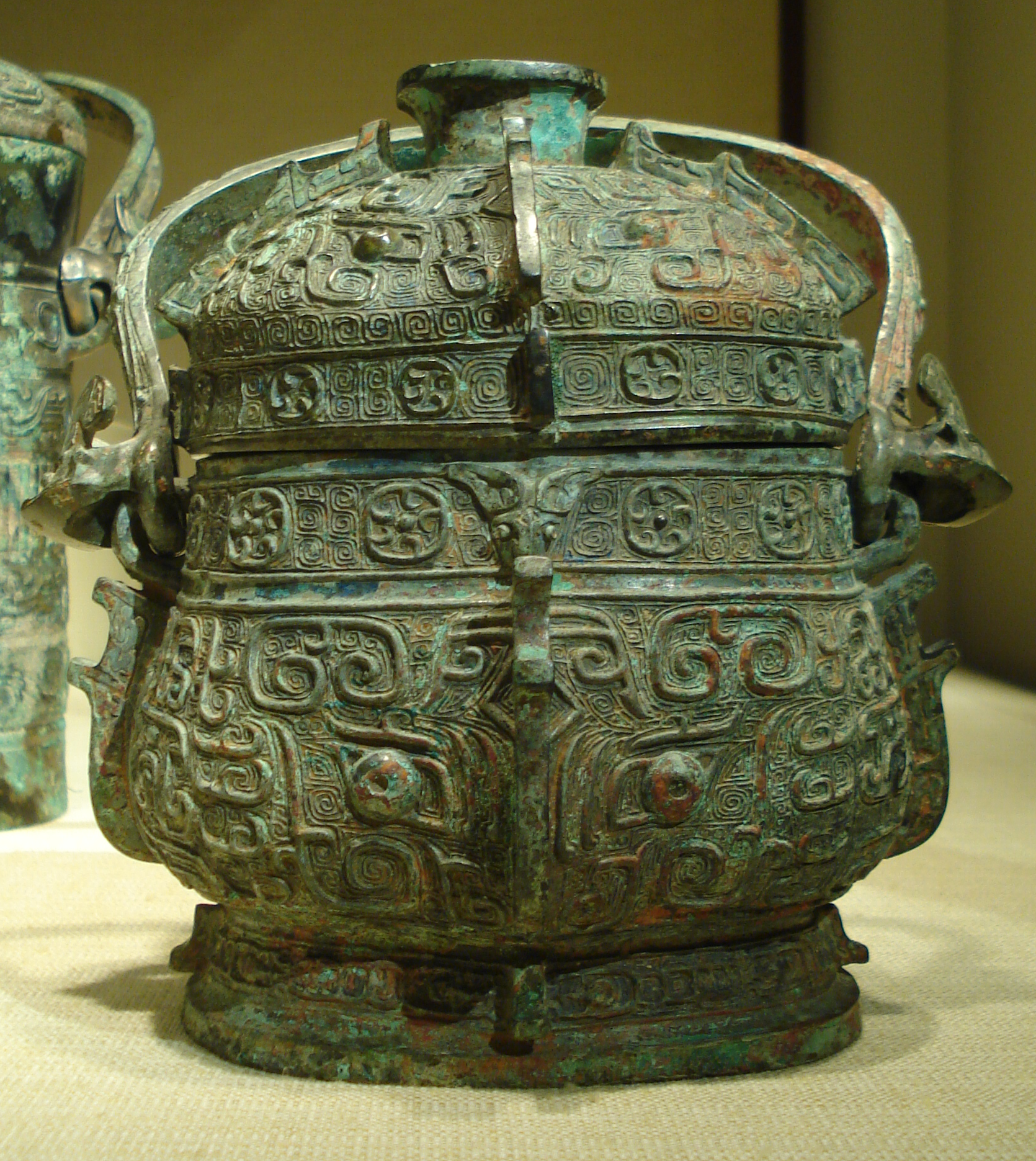
Contenitore per vino in bronzo del IX secolo a.C.
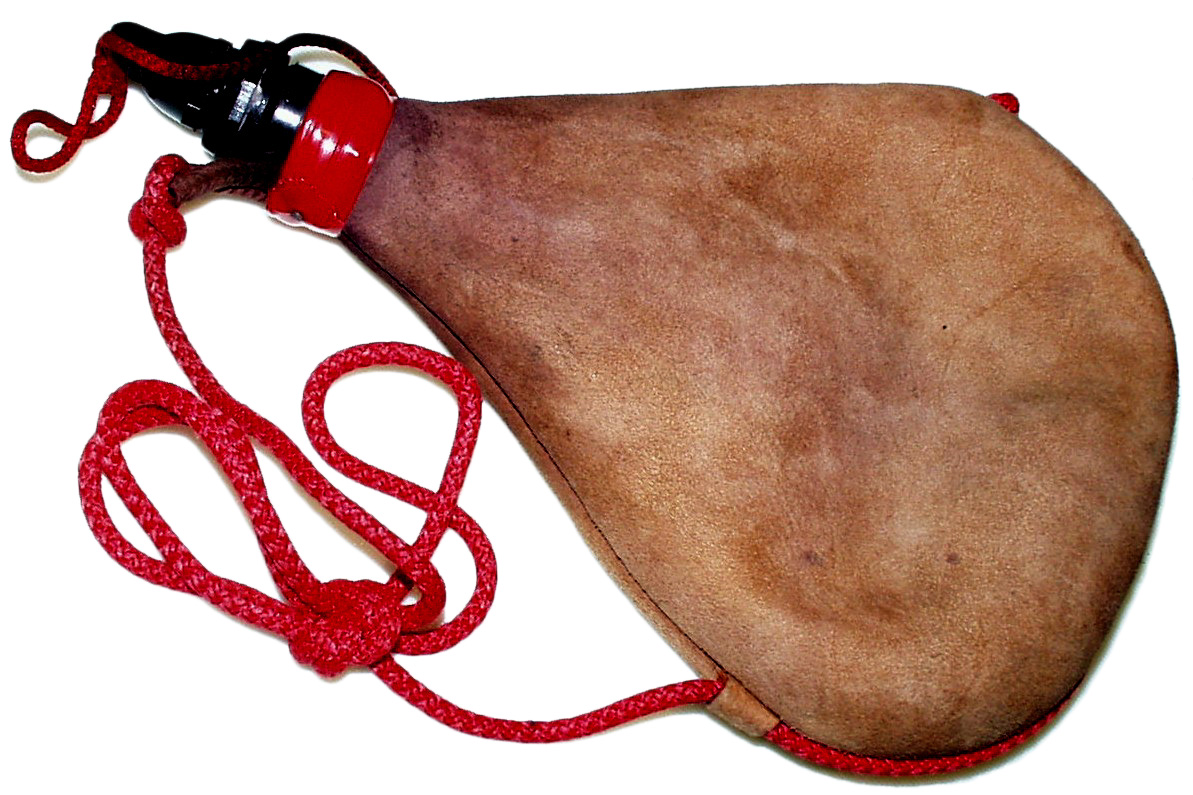
Un bota, tradizionale recipiente per liquidi spagnolo, utilizzato principalmente come otre di vino. È spesso fatto di pelle.
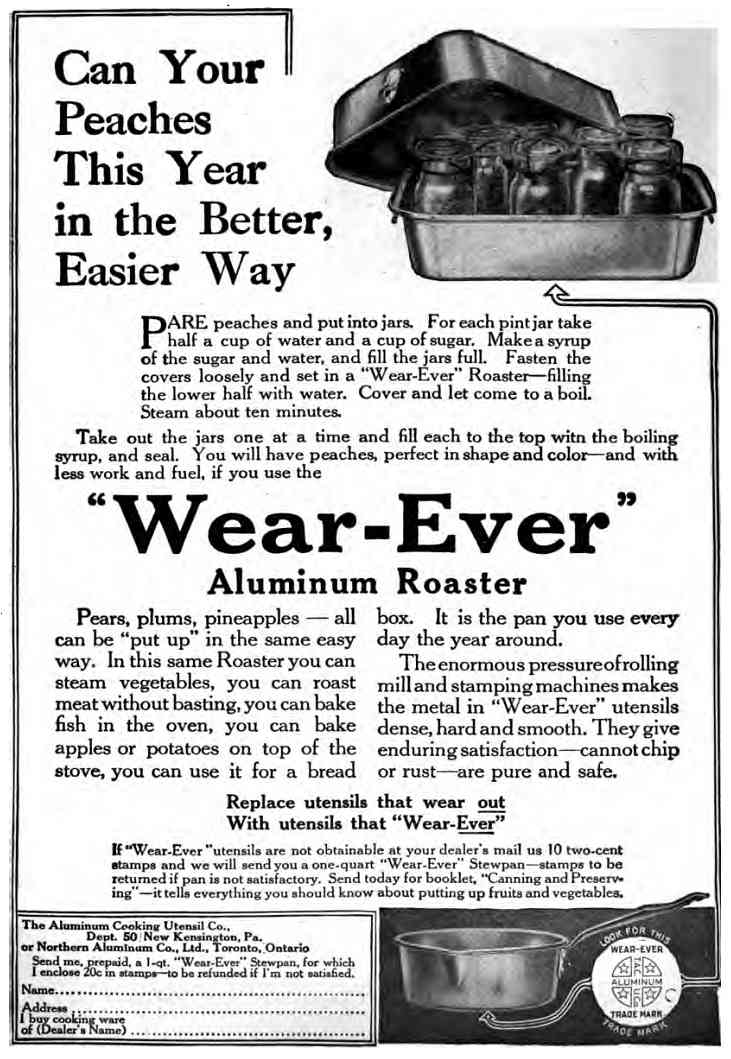
Pubblicità del 1914 su riviste per pentole con istruzioni per l'inscatolamento domestico.
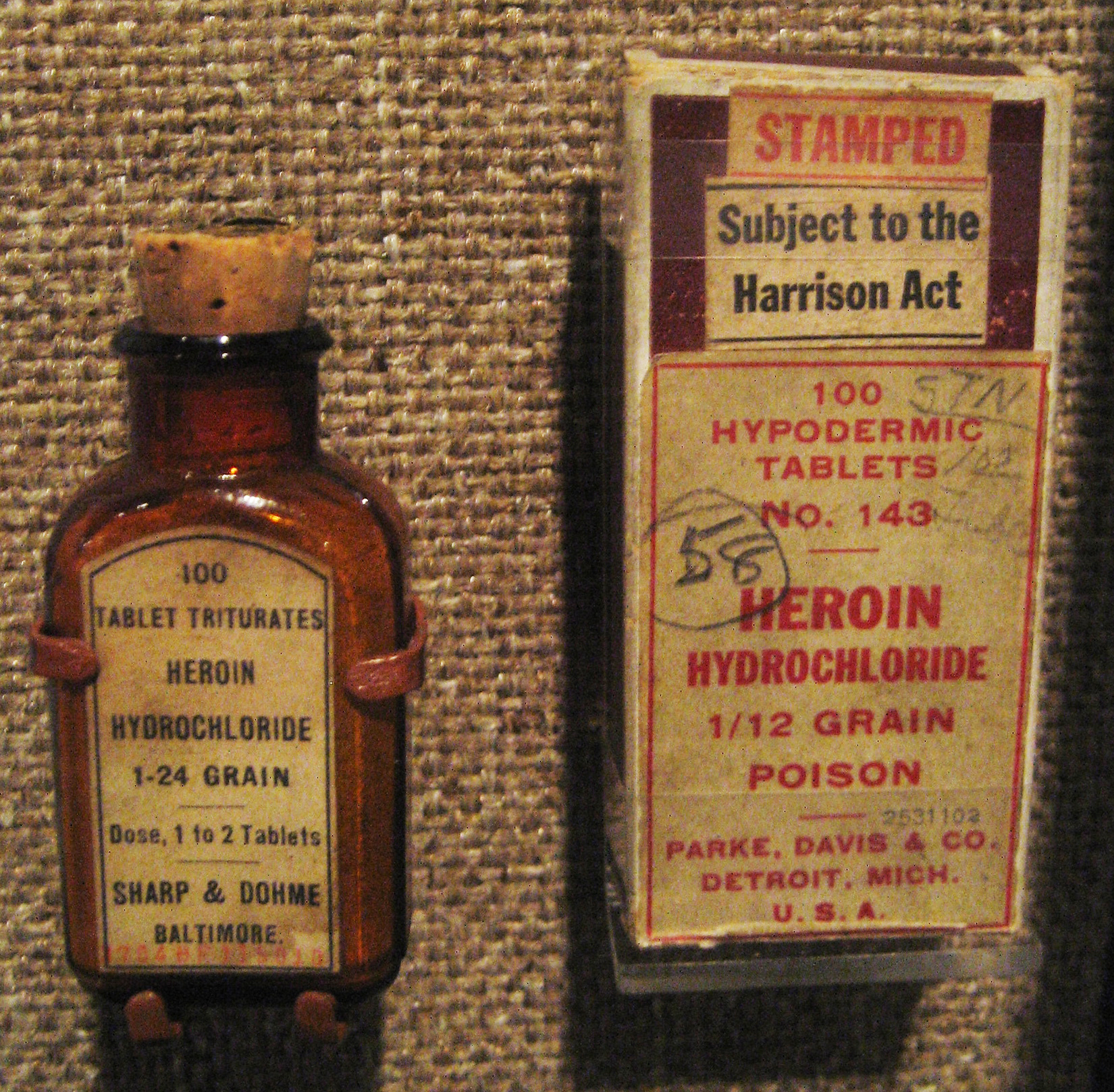
Bottiglia e cartone di eroina, inizio XX secolo.
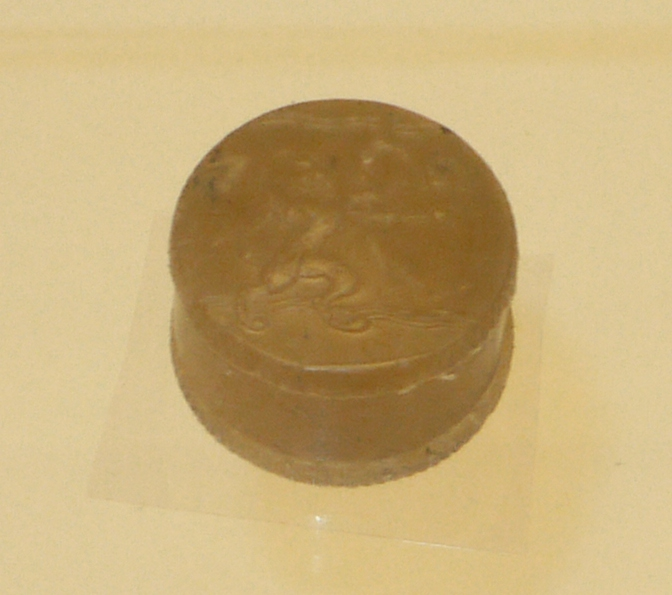
Un portapillole in polietilene nel 1936.

## Imballaggio primario
L'imballaggio primario racchiude il prodotto che si trova a contatto diretto con esso. Bottiglie, barattoli, cosmetici e sacchetti di patatine, per esempio, appartengono a questa categoria. Il materiale di cui è fatto l'imballaggio protegge il prodotto che sta all'interno e impatta notevolmente sulla conservazione e sulla qualità del contenuto. Ad esempio, in una lattina contenente aranciata, il barattolo di alluminio costituisce l'imballaggio primario. L'imballaggio consente di conservare nel tempo e trasportare beni altrimenti deperibili.
La marcatura sugli imballaggi primari è importante anche per tutelare e per informare il consumatore (es: data di scadenza). In molti casi, la marcatura di alcuni elementi per l'identificazione e la tracciabilità del prodotto, sono richiesti e obbligatori per legge. Questa è la ragione per cui solitamente si trovano codici a barre, codici data-matrix o il numero del lotto. Tuttavia, questi codici non sono solo essenziali per l'intera catena di distribuzione, o per l'eventualità di un richiamo del lotto; queste codifiche stanno diventando sempre più importanti per l'automazione industriale.
L'imballaggio primario (imballaggio per la vendita) è un "imballaggio concepito in modo da costituire, nel punto di vendita, un'unità di vendita per l'utente finale o per il consumatore" (art. 35, lett. b), d.lgs. n. 22/97. In poche parole è il primo involucro o contenitore del prodotto che riveste direttamente l'articolo per la vendita. Nel caso di beni di largo consumo, l'imballaggio primario rappresenta l'unità di vendita destinata al consumatore finale.

## Imballaggio secondario

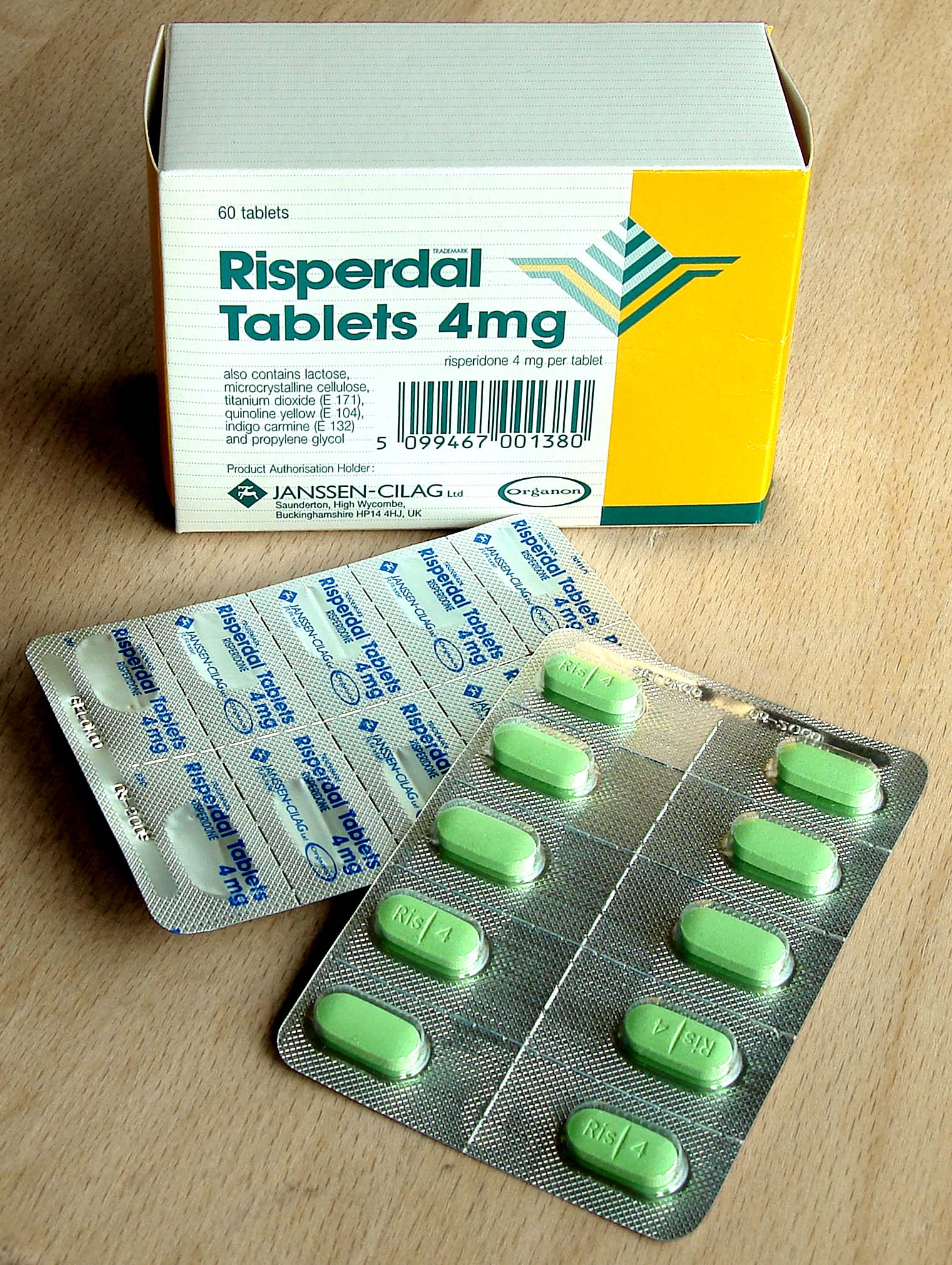
Esempio di imballaggio secondario: scatola di compresse medicinali confezionate in blister

L'imballaggio secondario è conosciuto anche come imballaggio di vendita e ha lo scopo di catturare l'attenzione del consumatore durante l'acquisto. Include l'imballaggio primario e non è in diretto contatto con il contenuto. Potrebbe avere, però, un'addizionale barriera protettiva, servire per decorazione o per scopi informativi o promozionali (es. codice per partecipazione a un concorso), o anche per facilitare il trasporto del prodotto.
Inoltre, può servire per proteggere il marchio e per la sicurezza dei consumatori grazie a funzionalità anti-manomissione. Per gli imballaggi di farmaci da prescrizione venduti nell'Unione Europea, è addirittura richiesto dalla legge ai sensi della Direttiva sui medicinali falsificati 2011/62 / UE.
Poiché i produttori devono garantire la tracciabilità dei loro prodotti, le merci imballate saranno spesso contrassegnate con identificatori come il codice GTIN: questo garantisce l'identificazione univoca degli articoli in commercio lungo l'intera catena di distribuzione.
Detto anche multiplo: è l'imballaggio che costituisce il raggruppamento di un certo numero di unità di vendita. Di solito lo si trova nel punto vendita e può essere rimosso dal prodotto senza alternarne le caratteristiche. L'imballaggio secondario è un "imballaggio concepito in modo da costituire, nel punto di vendita, il raggruppamento di un certo numero di unità di vendita, indipendentemente dal fatto che sia venduto come tale all'utente finale o al consumatore, o che serva soltanto a facilitare il rifornimento degli scaffali nel punto di vendita. Esso può essere rimosso dal prodotto senza alterarne le caratteristiche" (art. 35, lett. c), d.lgs. n. 22/97).
Esempi di imballaggi secondari possono essere scatole per prodotti farmaceutici e confezioni di caramelle confezionate singolarmente all'interno di una busta, una confezione contenente più bottiglie, una confezione da tre scatole di piselli, una confezione di dieci scatole per CD, un confezionamento contenente 10 pacchetti di sigarette (la cosiddetta stecca). Quindi, nel caso di beni di largo consumo, l'imballaggio secondario può costituire sia l'unità di vendita destinata al consumatore finale sia quella destinata al rivenditore.

## Imballaggio terziario

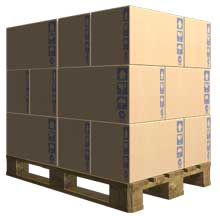
Esempio di imballaggio terziario: un bancale, o pallet (di scatoloni)

L'imballaggio terziario è un "imballaggio concepito in modo da facilitare la manipolazione ed il trasporto di un certo numero di unità di vendita oppure di imballaggi multipli per evitare la loro manipolazione e i danni connessi al trasporto, esclusi i container per i trasporti stradali, ferroviari, marittimi e aerei" (art. 35, lettera d), d.lgs. n. 22/97).
Alcuni esempi: un pallet di confezioni o di scatoloni, uno scatolone contenente confezioni. Quindi, nel caso di beni di largo consumo, l'imballaggio terziario è riservato all'utilizzo all'interno della catena di distribuzione e, salvo casi particolari, non arriva all'utilizzatore finale. In questo caso il gruppo pallettizzato è normalmente bloccato tra sé e con il pallet tramite strutture di imballaggio specifico: reggia, plastica estensibile e plastica termoretraibile. I macchinari utilizzati per eseguire tali operazioni siano rispettivamente al materiale: reggiatrici, avvolgitrici ed incappucciatrici.

## Funzioni principali dell'imballaggio[30][31]
- Custodire fisicamente il prodotto dalle impurità e dagli agenti esterni per tutto il tragitto dal luogo di produzione al luogo di consumo.
- Funzione di economia: l'imballaggio non deve incidere eccessivamente sul costo finale del prodotto.
- Funzione di comodità: l'imballaggio deve essere resistente, leggero, facile da trasportare, da immagazzinare, da utilizzare. In sintesi: è un facilitatore d'uso.
- Promuovere il prodotto: l'imballaggio comunica cosa contiene e permette l'identificazione del prodotto, anche in termini di quantità, additivi, modalità di utilizzo, scadenza.

## Imballaggio alimentare
Gli imballaggi alimentari sono realizzati con materiali che non dovrebbero rilasciare sostanze tossiche o pericolose. Tuttavia, l'imballaggio, specialmente se a contatto con un alimento caldo o lipofilo (cioè in cui si possono sciogliere sostanze grasse), rilascia nell'alimento sostanze di tipo diverso e di quantità varia. Una corretta progettazione dell'imballaggio è tesa a minimizzare le cessioni da parte dell'imballaggio all'alimento, in modo da restare nei parametri definiti dal D.M. 21/3/1973.

## Imballaggi di plastica
La norma europea EN 13432 stabilisce i "Requisiti per imballaggi recuperabili mediante compostaggio e biodegradazione - Schema di prova e criteri di valutazione per l'accettazione finale degli imballaggi", cioè le caratteristiche che un materiale deve possedere per essere definito biodegradabile o compostabile. Ne deriva il divieto a produrre e commercializzare sacchetti per la spesa realizzati in materiali non biodegradabili.
A livello nazionale la norma è stata recepita nella Legge finanziaria 2007 (comma 1130) e il divieto in Italia sarebbe dovuto entrare in vigore dal 1º gennaio 2010, ma il decreto legge anticrisi del luglio 2009 ha prorogato il termine al 1º gennaio 2011.

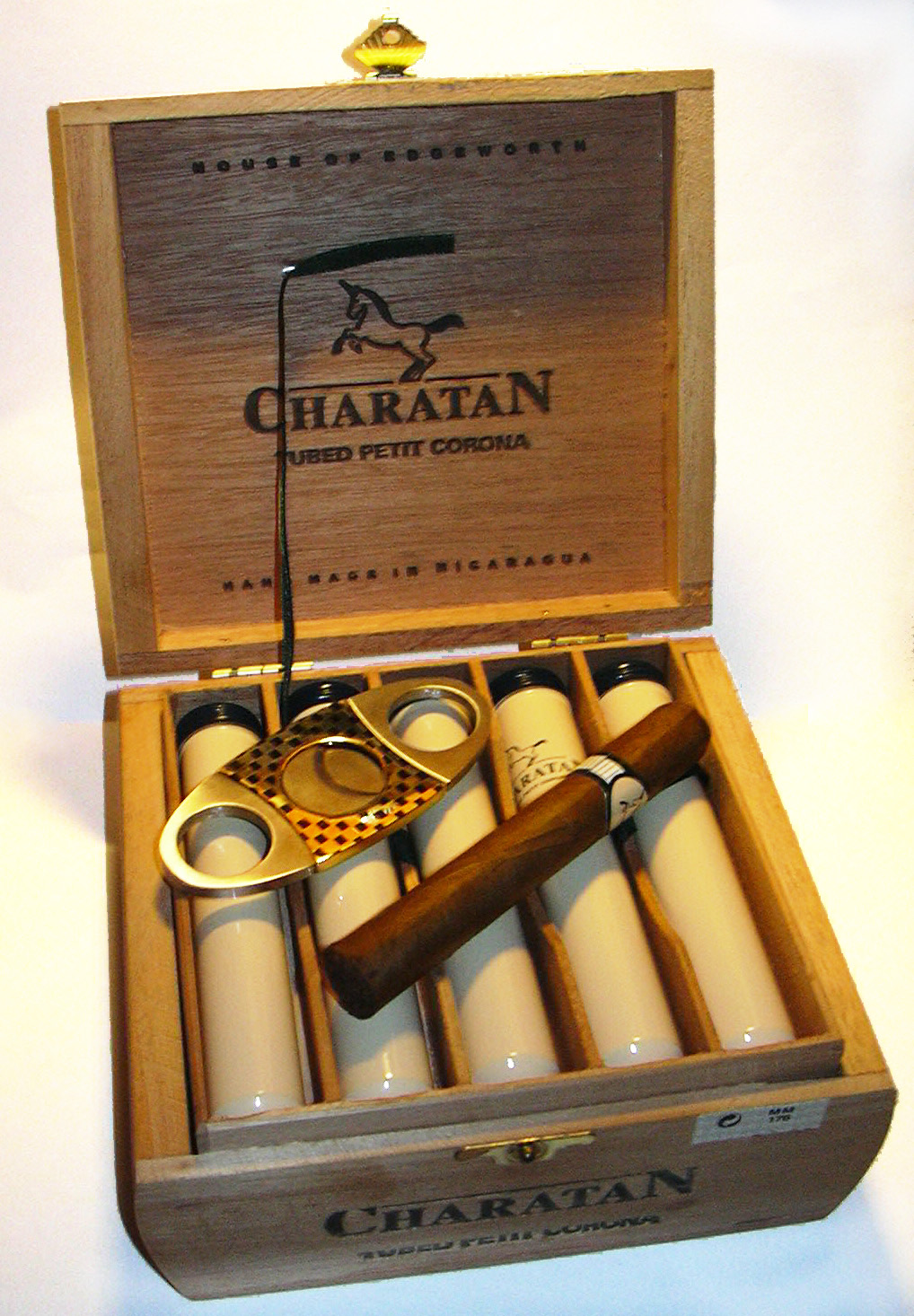
Esempio delle diverse funzioni immateriali assolte dall'imballaggio, che vanno oltre la mera conservazione e custodia: sigari in confezioni singole, ciascuno ospitato in un vano di una scatola in legno, accessoriata e pirografata

## Aspetti connessi all'estetica e al marketing
Il fenomeno del confezionamento di oggetti e prodotti ha assunto valori e ruoli che vanno oltre le semplici esigenze funzionali: l'imballaggio è così divenuto una componente fondamentale nella presentazione e nell'estetica del prodotto, arrivando a investire aspetti che vanno dal design al costume antropologico. È noto infatti il ruolo assunto dal contenitore nel suggerire e delineare la stessa identità del prodotto contenuto. L'ampia portata del fenomeno commerciale, che spesso si riflette in un uso più specifico che fa uso del termine inglese packaging, ne ha fatto oggetto di interesse sociologico e antropologico.
Packaging come ingrediente del marketing
Il packaging ha una funzione che non si limita alla sola protezione dell'integrità del prodotto (perfino nell'elaborazione e nella presentazione del cibo, in cui l'aspetto della conservazione ha un'importanza cruciale). Lo studio di particolari confezionamenti ha l'intento esplicito di mettere in gioco meccanismi estetici il cui scopo è suggerire determinate caratteristiche di qualità e di miglioramento del prodotto. In alcuni casi, il confezionamento assolve alla funzione opposta: un aspetto "povero" e rudimentale viene attribuito, in maniera studiata, al confezionamento di prodotti economici offerti all'interno di normali supermercati (i cosiddetti prodotti primo prezzo); questo avviene non solo in un'ottica di riduzione dei costi, ma anche come espediente per disincentivare l'interesse di clienti più abbienti, evitando che l'offerta di tali prodotti entri in concorrenza con i normali prodotti a prezzo pieno e permettendo la cosiddetta discriminazione di prezzo.
Proprio per questo, nell'ambito del marketing mix quando si fa riferimento alla leva prodotto (product) si fa riferimento al cosiddetto “Sistema Prodotto” definito come una serie di componenti: il prodotto fisico-tecnico, l'imballaggio, la marca e i servizi accessori garantiti dal fornitore.
Guerrilla marketing
L'imballaggio viene spesso usato come elemento di guerrilla marketing in supermercati, centri urbani, locali e così via.
Minimalismo

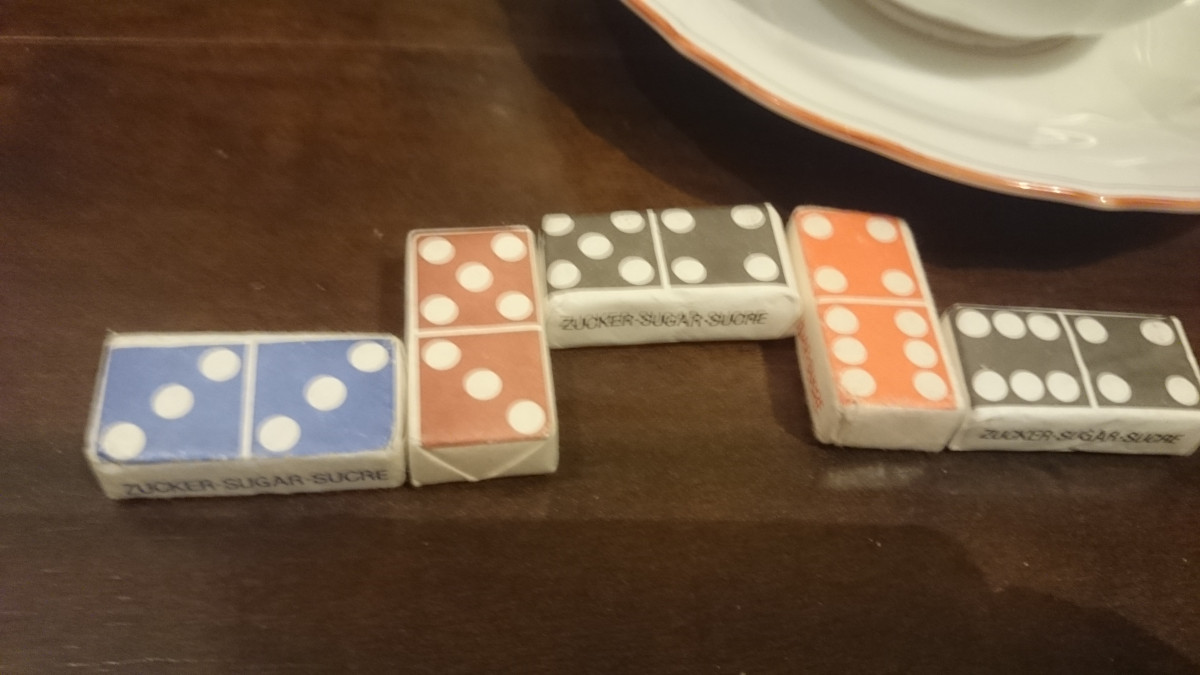
Esempio di imballaggi nel guerrilla marketing. Più confezioni possono essere usate insieme come gioco da tavolo

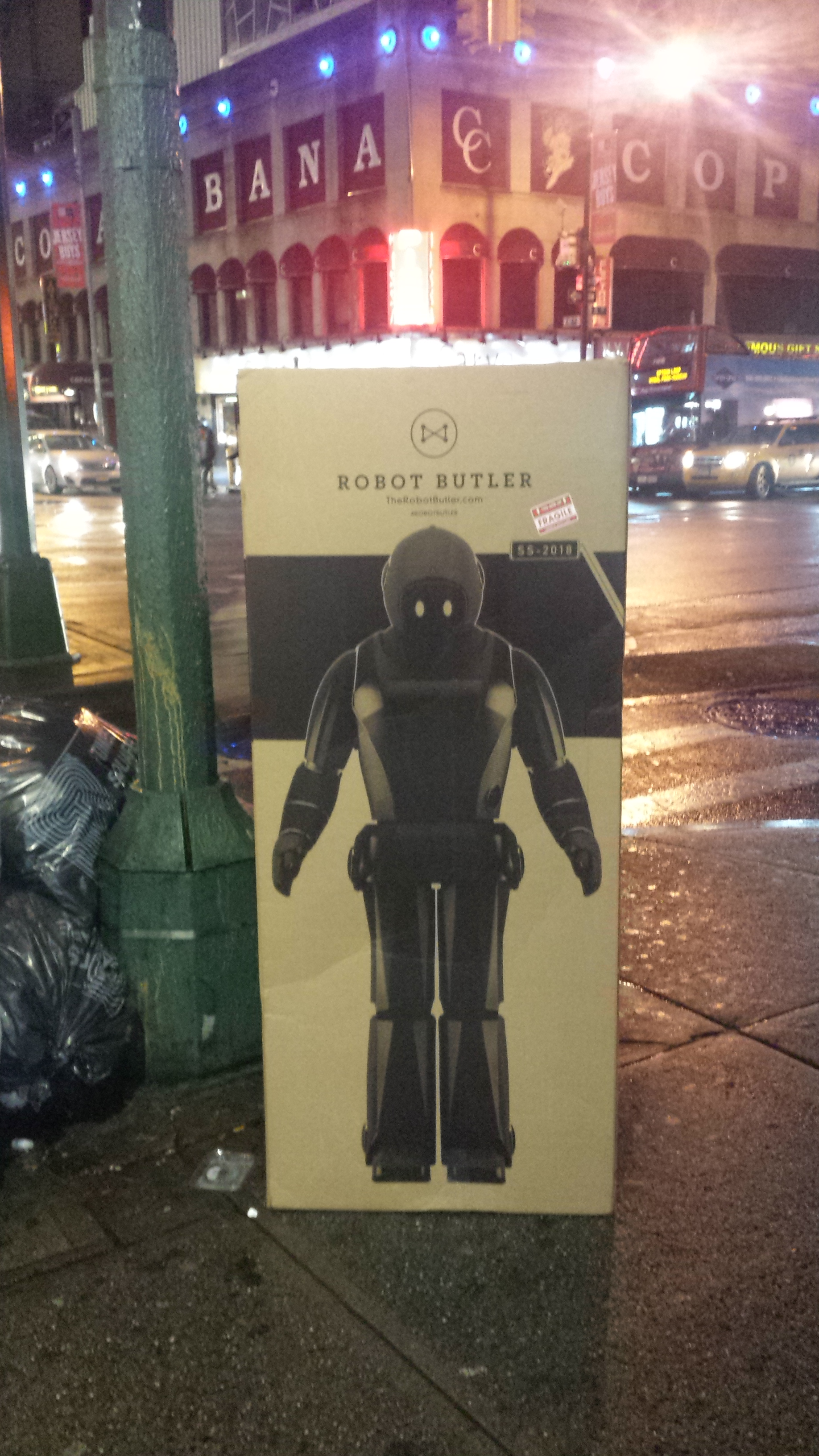
Un imballaggio gigante di robot butler in un centro urbano

Spesso gli imballaggi sono progettati in stile minimalista per quanto riguarda l'estetica e l'aspetto grafico. Ciò produce un ridotto impatto ambientale poiché molti tipi di imballaggi minimalisti si concentrano sull'uso di solo uno o due tipi di materiale.
Gamification
Alcuni imballaggi (o parte di essi, come il retro) possono essere riutilizzati come supporto per giochi (cruciverba, gioco dell'oca, sudoku, e così via oppure anche giochi attivabili con la Realtà Aumentata).
Realtà aumentata

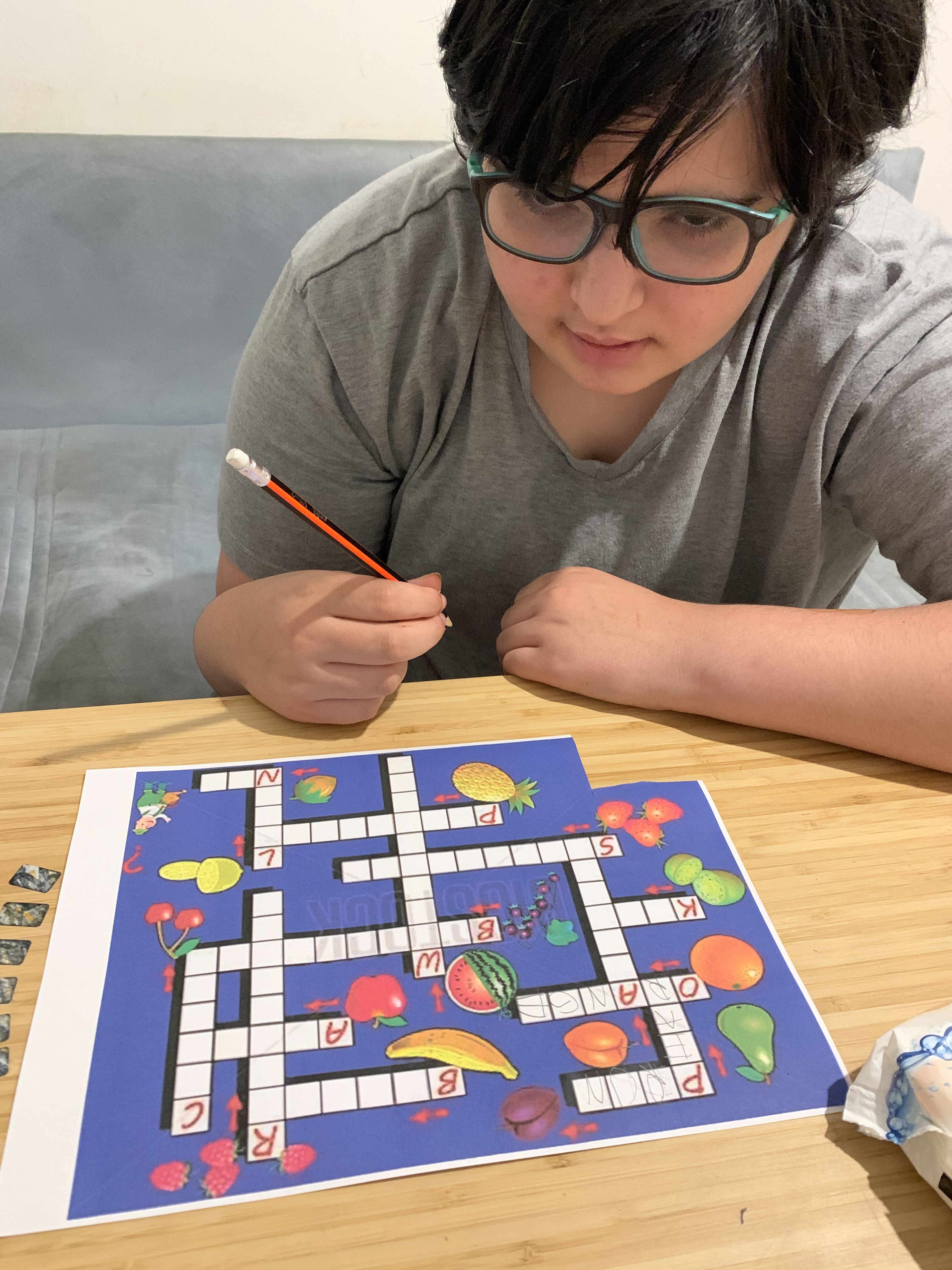

Le aziende di vari settori hanno sperimentato che l'imballaggio, con la realtà aumentata, può essere in alcuni casi uno strumento di marketing che consente alle aziende di interagire con i propri consumatori in modo innovativo. 
Imballaggio di lusso

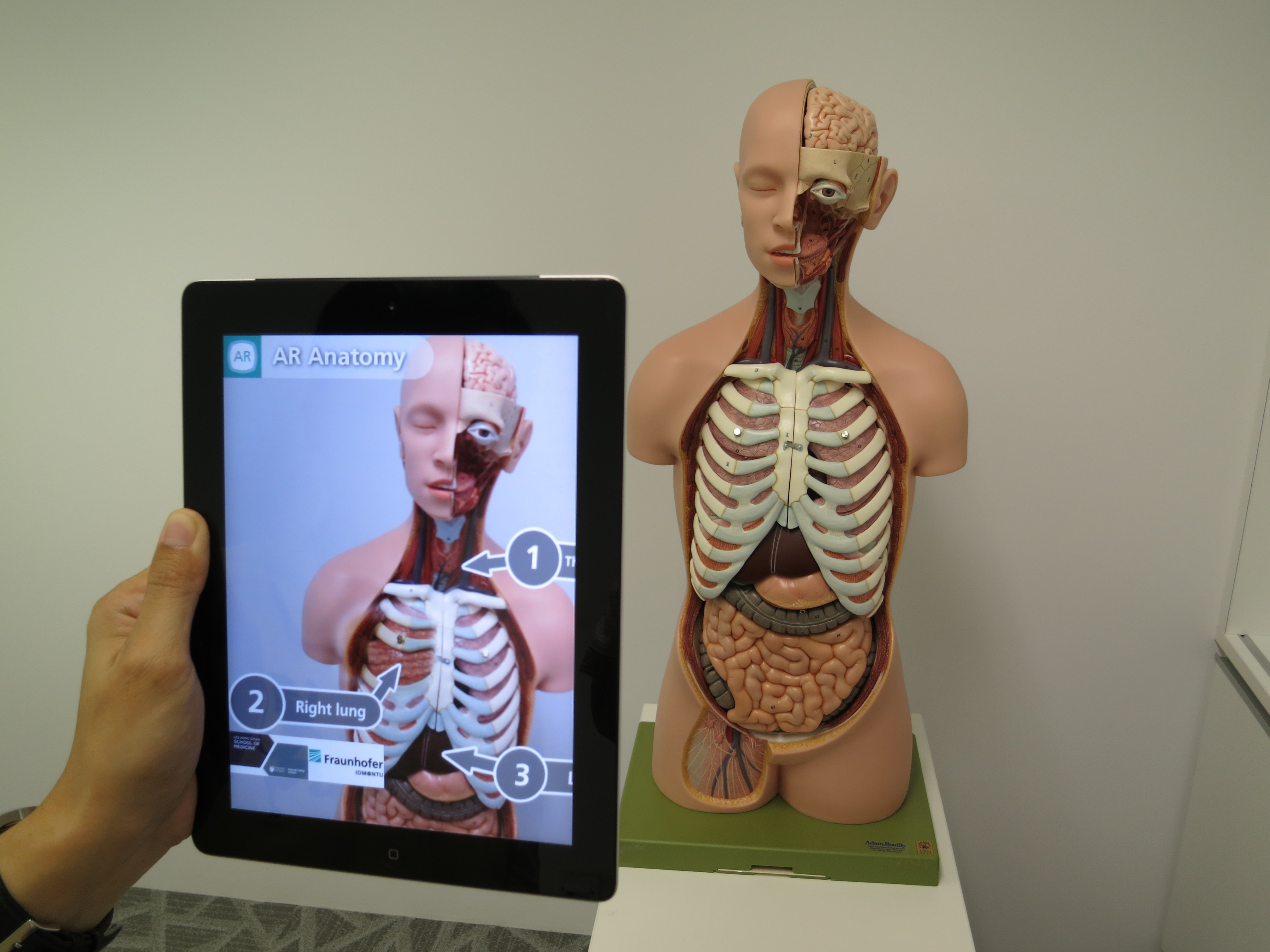
Esempio di realtà aumentata. Nel caso dell'imballaggio si punta lo smartphone o il tablet sulla confezione e si interagisce visualizzando informazioni sul prodotto, giochi o altro

L'imballaggio di lusso è una gamma di prodotti con imballaggio speciale. È la creazione, la ricerca e lo sviluppo e la produzione di imballaggi realizzati appositamente per i marchi di lusso. L'imballaggio di lusso è visto come espressione dell'immagine del marchio. Vuole evocare lo stile di vita associato ai prodotti e di chi li acquista.

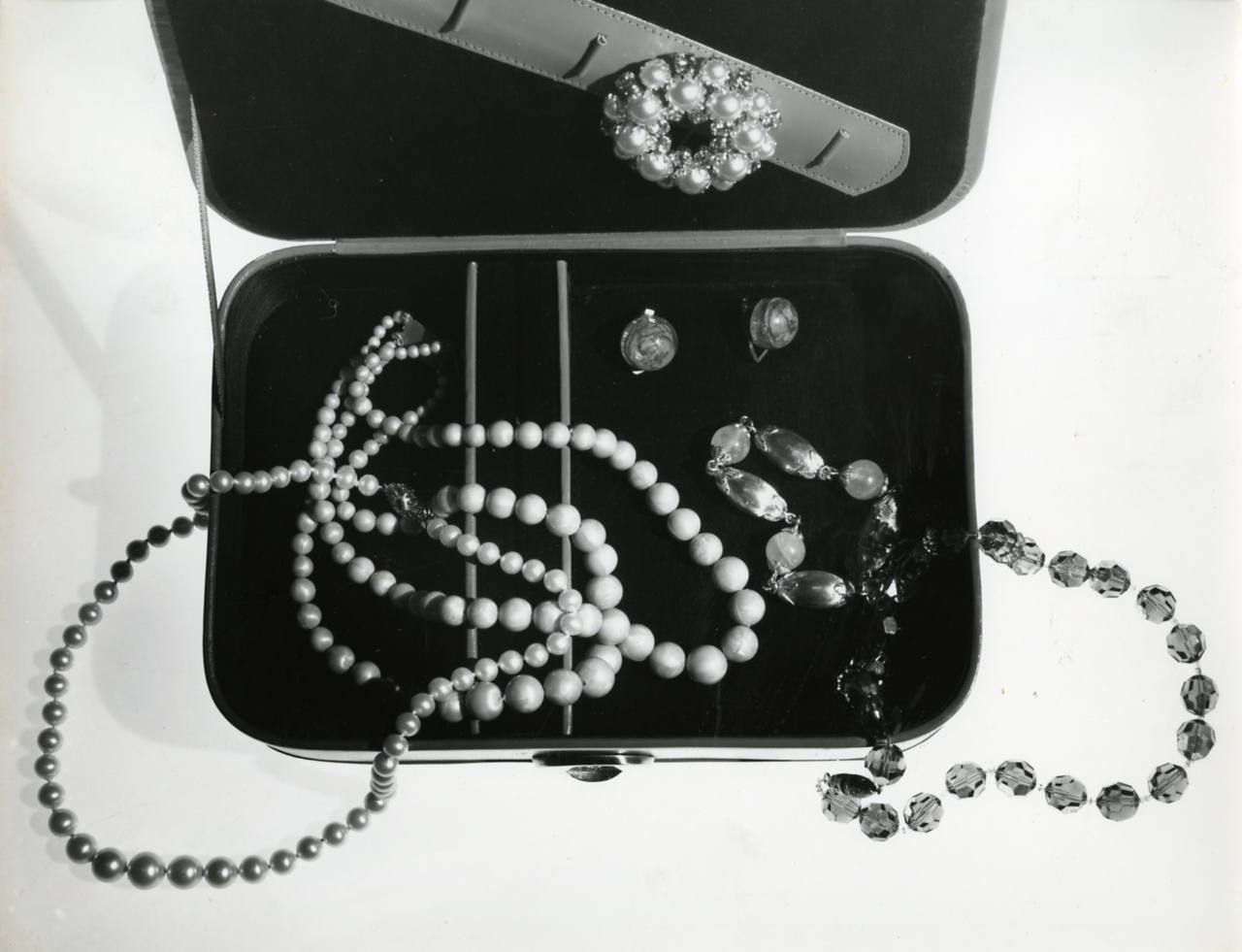
Esempio di gioielli in imballaggio di lusso

Gli articoli comunemente confezionati in imballaggi di lusso includono ma non sono limitati a:
- Liquore
- Trucco
- Kit da barba
- Gioielleria
- Capi di abbigliamento
- Scarpe
- Cibo
- Cioccolato
- Sigari

### Portata antropologica delpackaging
Il ruolo pervasivo che il confezionamento ricopre nella contemporaneità è stato sottolineato da Piero Camporesi, storico e antropologo dell'alimentazione, che ha osservato il debordare dell'imballaggio in un campo così esteso dell'esperienza umana da essere divenuto un riconoscibile segno stilistico della stessa modernità, tanto da assumerne un valore addirittura fondante.
Camporesi ha sostenuto, infatti, che «la modernità si fonda sull'uso generalizzato delle scatole: dal cibo agli elettrodomestici, dai pacchi postali alle merci, tutto, compresi i missili intercontinentali (i Cruise, negli anni ottanta), viaggia attraverso il mondo dentro scatole, più o meno spesse, di cartone».

## Impatto ambientale

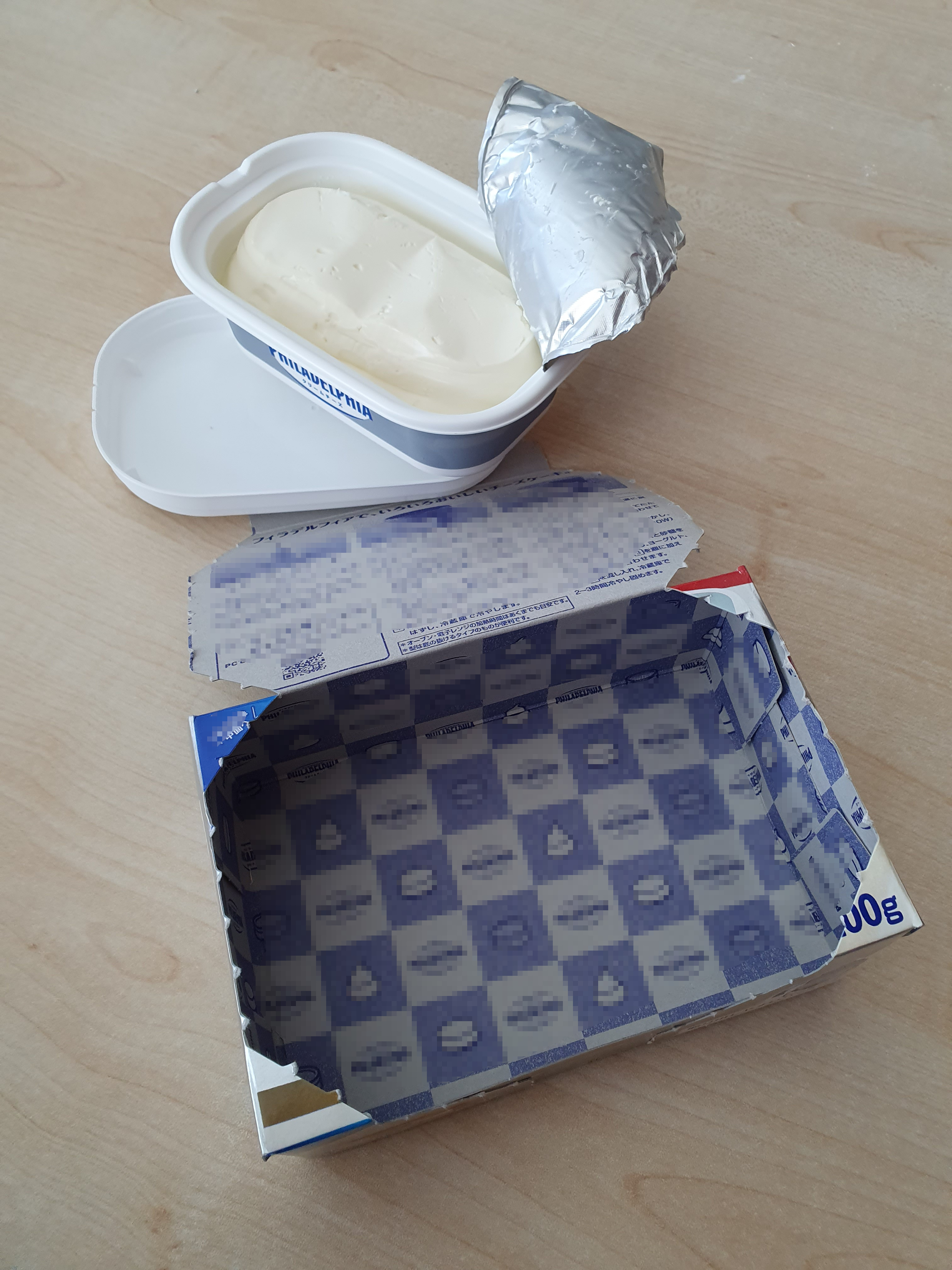
Esempio di sovrimballaggio

Gli imballaggi, nonostante il riciclaggio, possono avere un forte impatto ambientale soprattutto se abbandonati e dispersi nell'ambiente; inoltre alcuni imballaggi, ad esempio quelli contenenti vernici o certi alimenti, non possono essere riciclati. Per superare questo problema sono nate tecnologie per trasformare alcuni prodotti organici come funghi, alghe, latte e bucce di pomodoro in imballaggi commestibili.
Sovrimballaggio (dall'inglese overpackaging) è una parola che indica un prodotto con un imballaggio eccessivo rispetto al prodotto che contiene, oppure prodotti impacchettati singolarmente quando potrebbero essere riuniti in un solo imballaggio oppure prodotti con più di un imballaggio. Ciò causa uno spreco di risorse e aumenta il numero di rifiuti prodotti.
Sono inoltre nate attività commerciali che vendono prodotti alla spina, ossia senza imballaggi.

### Imballaggio ecosostenibile
L’imballaggio ecosostenibile è un concetto sempre più presente nelle discussioni ambientali e nel mondo del commercio online. L’imballaggio ecosostenibile si riferisce a materiali e soluzioni di imballaggio progettati per avere un impatto ambientale ridotto. Questo tipo di imballaggio mira a minimizzare l'uso di risorse naturali, ridurre i rifiuti e promuovere il riciclo e la biodegradabilità. Uno dei principali vantaggi dell’imballaggio ecosostenibile è la sua capacità di essere compostabile. Lo stesso può essere smaltito nei rifiuti organici, dove verrà trasformato in compost attraverso processi naturali. Questo non solo riduce la quantità di rifiuti che finiscono in discarica, ma contribuisce anche alla produzione di terreno fertile, offrendo così un ciclo di vita completo e sostenibile ai materiali.
Un altro aspetto importante è l’imballaggio biodegradabile. A differenza della plastica tradizionale che può impiegare centinaia di anni per degradarsi, i materiali biodegradabili si decompongono più rapidamente senza lasciare residui tossici. Questi materiali includono carta riciclata, bioplastiche derivate da fonti vegetali come amido di mais o canna da zucchero, e imballaggi ottenuti da fibre naturali.

### Riutilizzo dell'imballaggio
L'imballaggio riutilizzabile è realizzato con materiali durevoli ed è specificamente progettato per viaggi multipli e una durata prolungata. Un imballaggio o contenitore riutilizzabile è "progettato per il riutilizzo senza compromettere la sua funzione protettiva". Il termine imballaggio a rendere è talvolta usato in modo intercambiabile, ma può anche includere la restituzione di imballaggi o componenti per scopi diversi dal riutilizzo: riciclaggio, smaltimento, incenerimento, ecc. In genere, i materiali utilizzati per realizzare imballaggi a rendere includono acciaio, legno, fogli di polipropilene o altri materiali plastici.
La riutilizzabilità degli imballaggi è una considerazione importante del credo ambientale di "ridurre, riutilizzare e riciclare". È importante anche il movimento verso imballaggi più sostenibili. Gli imballaggi restituibili sono incoraggiati dalle autorità di regolamentazione.
Per molti anni, diversi tipi di contenitori di spedizione sono stati restituibili e riutilizzabili. Questi contenitori hanno senso quando un sistema di logistica di ritorno è disponibile o può essere facilmente sviluppata. Un sistema di restituzione e riutilizzo può far risparmiare denaro sul costo per spedizione e ridurre l'impatto ambientale dell'imballaggio.
Gli imballaggi riutilizzabili spesso costano di più inizialmente e utilizzano materiali più numerosi e diversi rispetto agli imballaggi monouso. Spesso è necessario aggiungere complessità al sistema di distribuzione. Non tutti gli imballaggi giustificano la possibilità di essere restituiti e riutilizzabili.
È necessaria un'analisi approfondita dei costi come manodopera, trasporto, ispezione, ristrutturazione, pulizia e gestione. Spesso questi costi possono essere sostenuti da aziende diverse con strutture di costo diverse.

Anche i costi e i benefici ambientali possono essere complessi. Il materiale, l'energia, l'inquinamento, ecc. devono essere contabilizzati nell'intero sistema. Una valutazione del ciclo di vita dell'imballaggio offre una buona metodologia per questo compito.

Esempi di imballaggi riutilizzabili
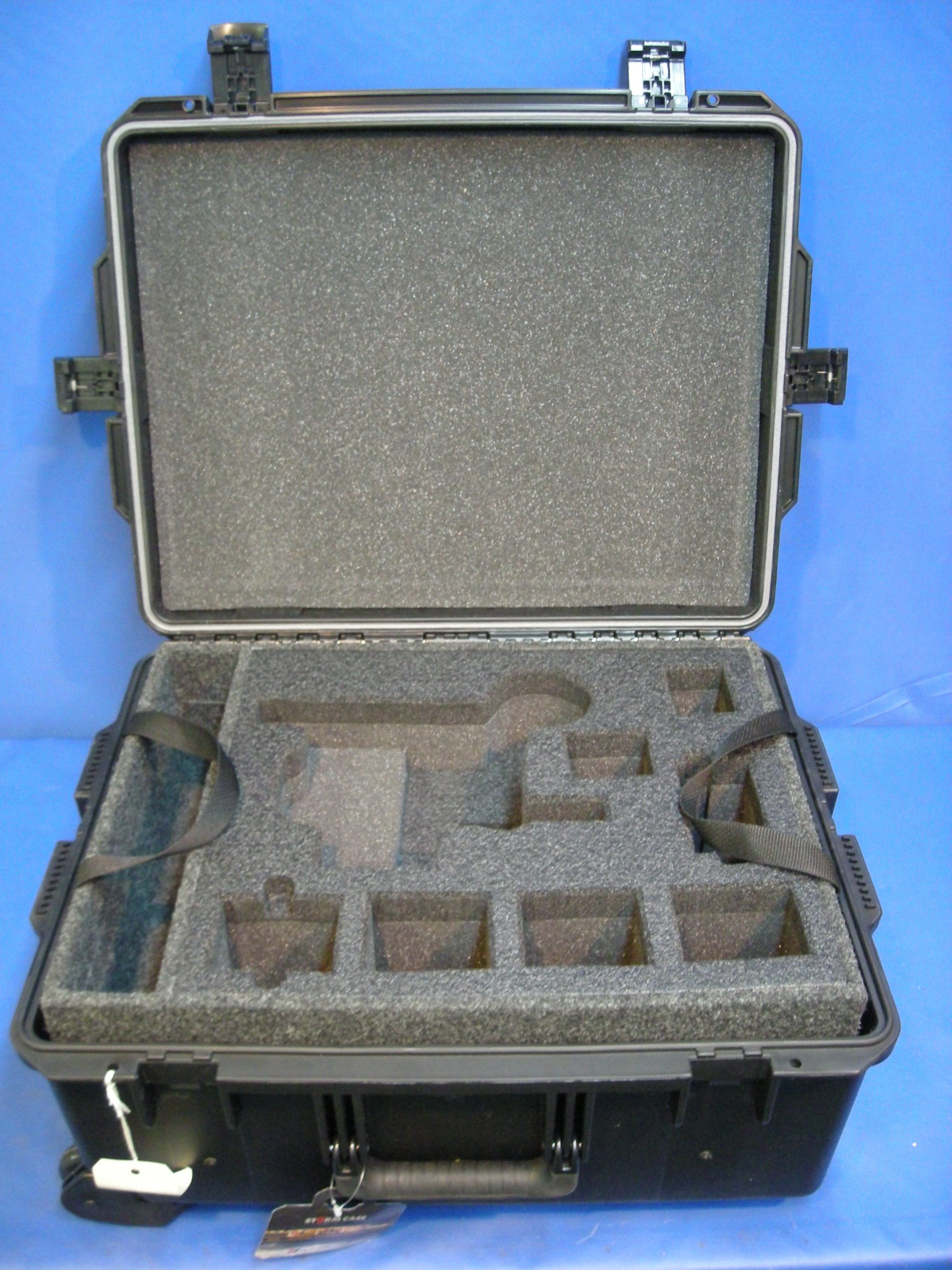
Custodia da trasporto in plastica
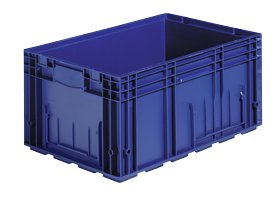
Scatola di plastica restituibile/riutilizzabile, contenitore Euro
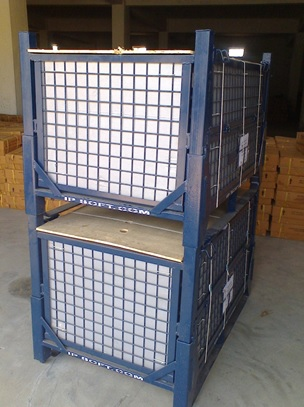
Una gabbia in acciaio utilizzata come imballaggio riutilizzabile
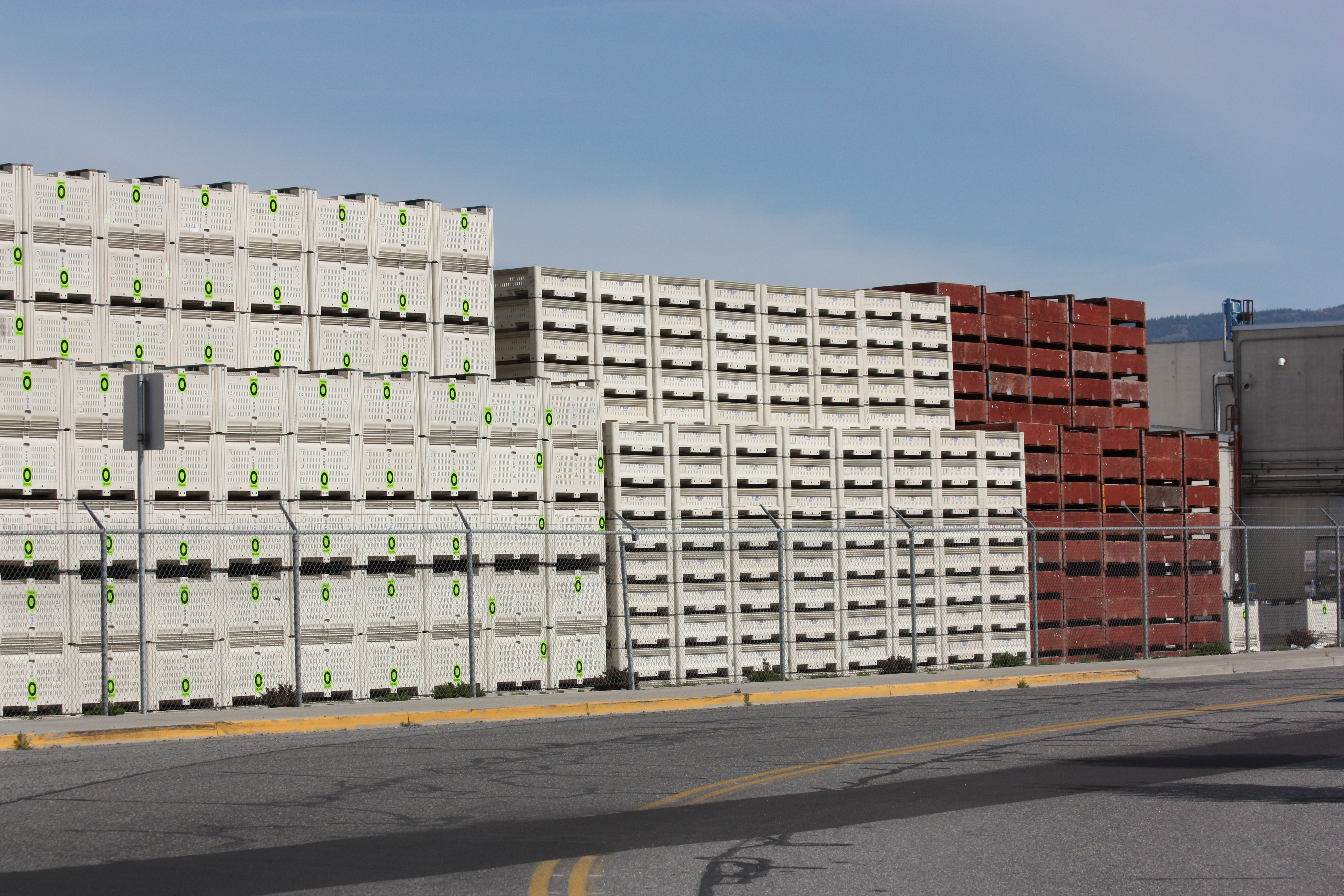
Contenitori da campo per frutta riutilizzabili

#### Arte
Alcuni artisti riutilizzano gli imballaggi per creare opere d'arte. Altre persone li riutilizzano per altri scopi rispetto a quello originario dell'imballaggio. Con l'intensificarsi del commercio elettronico si è creato un cospicuo uso dell'imballaggio; per questo sono nate startup di riutilizzo degli imballaggi.

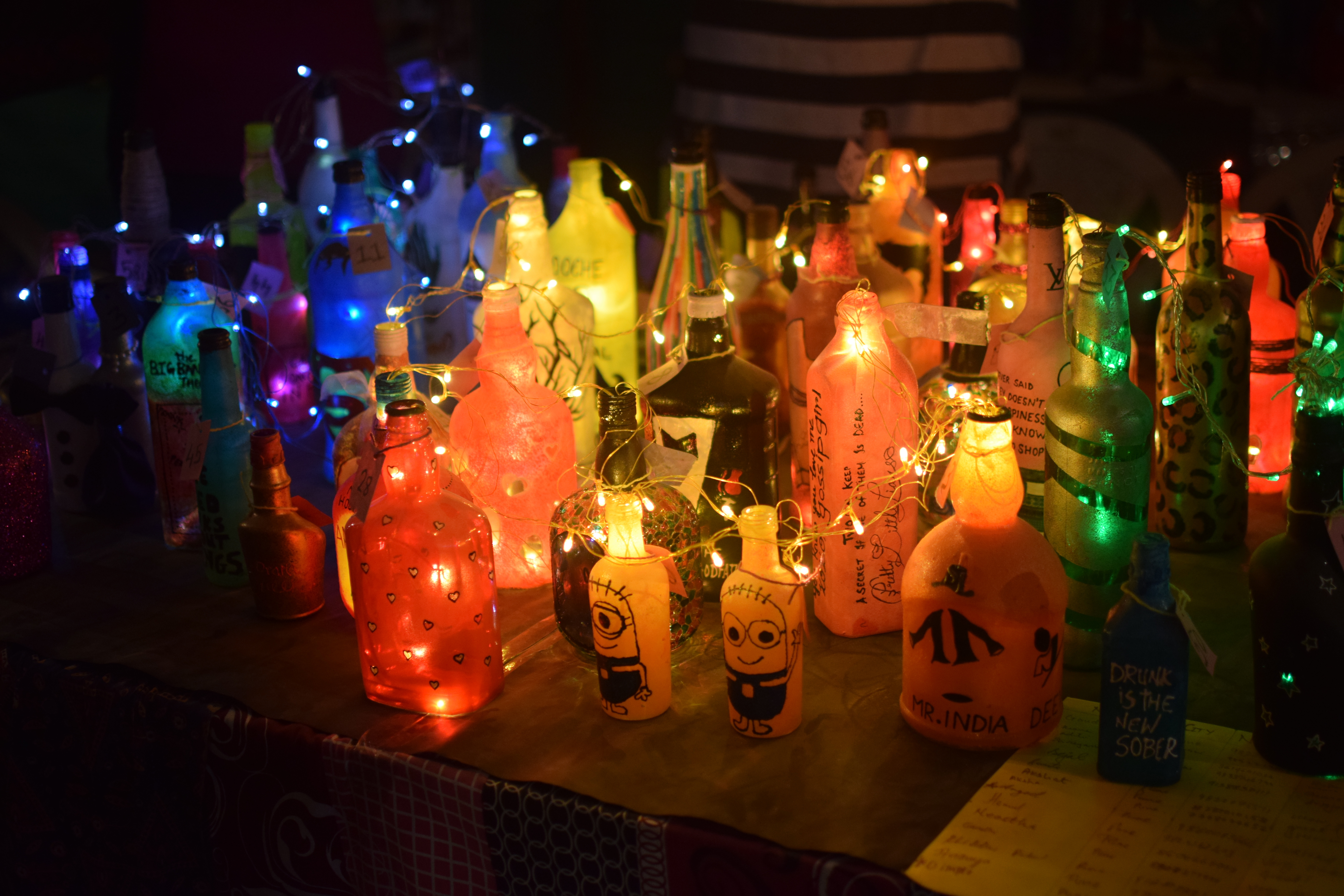
Esempio di imballaggi usati come lanterne

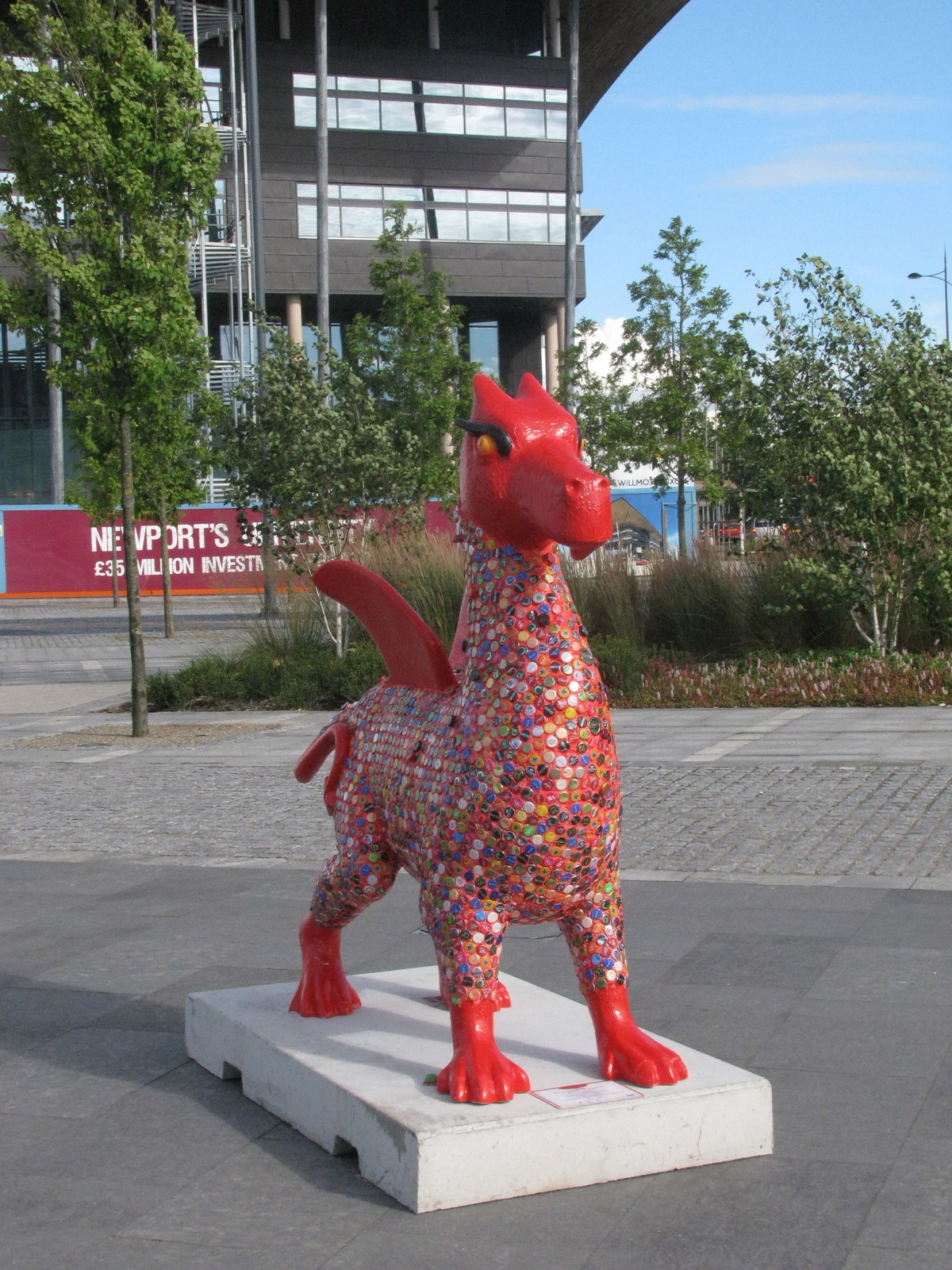
Esempio di opera d'arte creata con pezzi di imballaggi

## Riferimenti normativi
- Art. 26-bis del Decreto-Legge 30 aprile 2019, n. 34 - Misure urgenti di crescita economica e per la risoluzione di specifiche situazioni di crisi.

## Materiali comuni utilizzati
- Alluminio
- Bioplastiche
- Cartone
- Friselina
- Pluriball
- Plastiche